# Garenmarkt (Brugge)
Garenmarkt is een straat in Brugge.

## Beschrijving
De plek heette oorspronkelijk Ten Nazarette of Nazaretteplatse. De benaming had betrekking op het klooster van Nazareth voor arme pelgrims en reizigers, dat zich rond 1300 in de nabijheid had gevestigd.

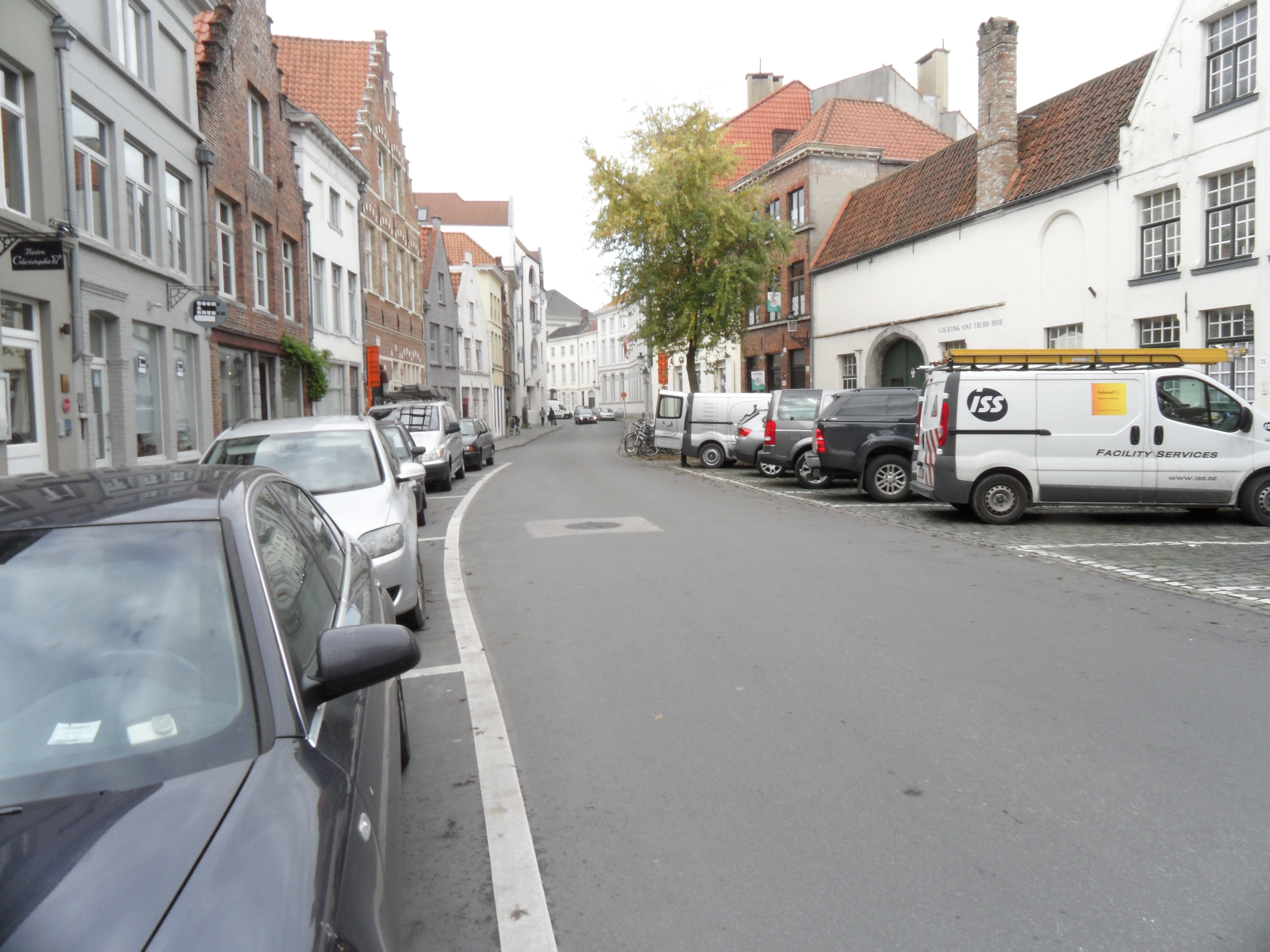
Deel van de Garenmarkt

Vanaf 1580 sprak men van de Nazaretteplatse of Vlasmarkt, omdat de handelaars in vlas er elkaar ontmoetten om de prijzen van de grondstof te bepalen. Vanaf de jaren 1700 werd de markt toegespitst op het garen, en de straat kreeg de naam van Garenmarkt.
De straat loopt in het verlengde van de Eekhoutstraat naar de Nieuwe Gentweg.

## Bekende bewoners
- Familie Du Jardin, bankiers